# Warrior Kings
Warrior Kings (En español Reyes Guerreros) es un videojuego de estrategia en tiempo real, desarrollado por la empresa Black Cactus, y publicado por Microïds en el año 2002. Fue publicado para el Mac OS X al año siguiente por la empresa Feral Interactive. El juego, esta ambientado en un mundo de fantasía medieval, se centra en los conceptos del tribalismo pagano, el renacimiento y la iluminación, y la teocracia imperialista.

## Desarrollo
Warrior Kings comenzó su vida útil, en el título de Eidos plc: La peste (the Plague), el título de estrategia 3D, llegó primero a gran escala presentado en la conferencia E3 en Los Ángeles en 1997 Plague fue diseñado originalmente por Dave Morris, de un concepto de Ian Livingstone, y la tecnología fue diseñada y desarrollado por Sam Kerbeck. Cuando Eidos cerró la división de desarrollo de juegos interno en su sede corporativa en 1999, el equipo de Plague fue transferido a una nueva empresa, Black Cactus, que continuó desarrollando el juego, ahora titulado reyes guerreros, inicialmente con la inversión de Eidos. Con la liquidación de Black Cactus en enero de 2005, los derechos en el juego volvieron a Dave Morris. 
El director creativo Jamie Thomson dijo que los eventos históricos proporcionaron la inspiración para el juego, lo que hizo que el mundo del juego fuese "mucho más plenamente y lógicamente consistente".

## Recepción de la crítica
En La Guía de Videojuegos, el crítico Matt Fox describió el juego como "ambicioso" con "verdaderos entornos 3D", pero criticó el juego en general, y la interacción con la Inteligencia Artificial.

## Jugabilidad
Hay tres caminos diferentes para elegir en este juego: 'Pagano', 'Imperial' y 'Renacimiento', cada uno con sus propios valores únicos, estilo de la guerra, y la historia. 

## Argumento
La historia gira en torno Artos, el joven hijo del barón Amalric de Cravant, un pequeño feudo en el Sacro Imperio, el poder dominante en un mundo llamado Orbis. El Sacro Imperio es un Estado teocrático (aparentemente una amalgama del Imperio Romano, Sacro Imperio Romano y los Estados Pontificios) dedicado a una deidad llamada "El único Dios '. Está regido por un líder espiritual y militante, el patriarca y el Santo Protector, respectivamente. El nuevo patriarca, Icthyus Granitas, es cruel y corrupto y el Santo Protector es nada más que su hombre de confianza. Tan pronto como llegó al poder comenzó acusando a todos los que le contradecían su gobierno con falsas acusaciones de herejía y traición al estado. Estos señores bien cambiaron de opinión durante la noche sobre el Patriarca o desaparecieron por completo. 
Cravant es uno de esos estados. En el primer nivel del juego, Cravant es invadido por el Imperio, que matan al padre de Artos en una falsa acusación de traición y arrasar la ciudad. Artos huye con un pequeño grupo de soldados leales a través del mar a Angland (a Inglaterra novelada) donde planea su venganza contra el Imperio. 
A partir de ahí, el jugador puede decidir cómo lo hacen. Hay tres "alineaciones" que el jugador puede elegir que se enumeran a continuación. Estos son Pagan, Imperial y renacentista. 

### El camino Pagano
El camino Pagano es uno de la superstición, la brujería y adoración de la naturaleza. Guerra Pagan implica unidades baratos producidos en masa en combinación con daño indirecto a la oposición de uno. El jugador pagana exitoso es aquel que pone a prueba las fronteras enemigas sobre una base regular y luego se traslada a abrumar a ella mientras no contar el costo. Pagan unidades de la firma son sus demonios y brujas, todas ellas con una serie de poderes secundarios y hechizos para emplear contra sus enemigos. Una vez que se han convertido en avanzado adecuadamente los paganos pueden construir un Hombre de Mimbre y convocar a un demonio llamado Abaddon, una unidad de IA controlado poderosa que puede causar mucho daño antes de ser destruido. 

### La ruta Imperial
La ruta de Guerra imperial implica tropas carros, bien blindados y fortificaciones. Las exitosas esperas jugador imperiales y los relojes detrás de gruesos muros de protección, hasta que el enemigo hace un error crítico, entonces los castiga por ello. Unidades de Firmas para los imperiales son sus sacerdotes, obispos e inquisidores, quienes pueden orar en iglesias para activar "actos de Dios" para dar rienda suelta a sus enemigos. Al igual que con los paganos, los imperiales se puede construir una estatua del arcángel más adelante en el juego y convocar a un Arcángel llamado la Espada de Dios, que actúa de manera similar a Abaddon. 

### La ruta del Renacimiento
La ruta del Renacimiento es sobre el ingenio humano y la humanidad. El Renacimiento significa renunciar a una cierta capacidad ofensiva y defensiva, pero con ella viene la economía excepcional y poderosa poliorcética. El jugador del Renacimiento sabe el enemigo y se ajusta en consecuencia. Jugadores renacentistas se hacen única por su acceso a las unidades de pólvora, como artilleros y cañones. A pesar de que no tienen un demonio o ángel para ayudarles, los jugadores del Renacimiento pueden construir una serie de máquinas de asedio como catapultas, catapultas y lanzadores de cohetes primitivos incluso que más de compensar esta pérdida. 

## El poder militar
Ganar en Warrior Kings no se trata de quién tiene más tropas, sino que tiene mejores tácticas. De las flechas de desplazamiento más altas viajar más lejos, terreno plano permite tropas montado para moverse más rápido. 
La formación de las tropas es también un factor importante; las tropas ganarán más poder de ataque en un Vanguardia, avanzar más rápido en un pilar, cubre más terreno en una línea, y el balance de los daños a los mejores en un orbe. 

## Secuela
En 2003 se publicó una secuela, titulada Warrior Kings: Battles (Reyes Guerreros: Las Batallas).